# Hyboserica sericeomicans
Hyboserica sericeomicans är en skalbaggsart som beskrevs av Moser 1915. Hyboserica sericeomicans ingår i släktet Hyboserica och familjen Melolonthidae. Inga underarter finns listade i Catalogue of Life.